# I Will Be Home Again
I Will Be Home Again ("Estaré en casa otra vez") es una canción del género balada country compuesta por Bennie Benjamin, Raymond Leveen y Lou Singer que había sido grabada originalmente por el grupo The Golden Gate Quartet en 1945  con un estilo algo más similar al de los crooners aunque ésta mantenía el ritmo de 2 x 2 típico del country.  La canción se popularizó años más tarde, a partir de la grabación de Elvis Presley para su album Elvis Is Back! editado por RCA en abril de 1960. Con posterioridad, la versión de Presley fue compilada en otros álbumes, entre ellos la popular colección From Nashville To Memphis - The Essential 60's Masters certificado disco de oro por la RIAA en 1993. 

## Versión de Elvis Presley
Poco después de un descanso en su mansión de Graceland tras su arribo a los Estados Unidos luego de haber cumplido con su segundo año de servicio militar en Alemania, poco tiempo pasó para que Elvis ingresara nuevamente a un estudio de grabación.  En marzo de 1960 Elvis se trasladó desde Memphis hacia Nashville, Tennessee para comenzar allí las sesiones de grabación en el legendario Estudio B de RCA. El estudio ya estaba preparado para comenzar el trabajo de grabación y edición con tres consolas de cinta abierta dispuestas y junto a los productores Steve Sholes y Chet Atkins estaba el ingeniero Bill Porter a cargo de la dirección del estudio. 
Presley registró el día 3 de Abril el tema I Will Be Home Again, interpretándolo con un notorio estilo country en ritmo de 2 x 2 con predominio del acompañamiento de las guitarras acústicas y algunos matices vocales de hillbilly que se logran apreciar en el trabajo que realiza Presley en conjunción con el grupo The Jordanaires y una segunda voz que correspondía a su amigo y miembro de la llamada "Mafia de Memphis", Charlie Hodge. 

### Músicos de la sesión
- Elvis Presley - voz
- Hank Garland - guitarra acústica
- Scotty Moore - guitarra acústica
- Bob Moore - bajo
- Floyd Cramer - piano
- Charlie Hodge - segunda voz
- The Jordanaires - coros

#### Versiones alternativas
- Elvis - guitarra acústica
- Buddy Harman - batería

## Letra
La música country suele tener cierta tendencia narrativa acerca del amor o los desamores y el trabajo duro, no siendo en este caso la excepción, ya que la letra hace alusión a un hombre que por motivos no específicos debe separarse provisoriamente de su pareja, pero le promete que pronto estará a su lado nuevamente y que aunque de momento no estén juntos, el afecto que ella le brinda hace que su vida sea digna de ser vivida. 
A-a-ah, sweetheart
The love you're giving
Thrills my hungry heart
You make my life worth the living
Although we are apart
I will be home again
We'll start anew
Darling until then

Our dreams will have to do

## Ediciones
- Elvis Is Back! (álbum) RCA 1960 [6]
- From Nashville To Memphis - The Essential 60's Masters (colección de 5 álbumes compilados) RCA 1993 [10]
- In Memory Elvis (Colección de 3 álbumes compilados) Universe 1997 [11]
- The Real... Elvis - The Ultimate Elvis Presley Collection (Colección de 3 álbumes) RCA 2011 [12]